# Электроника (женский футбольный клуб)
«Электроника» (бел. Электроніка) — бывший советский и белорусский женский футбольный клуб из города Минска.

## История
Женская футбольная команда «Электроника» сформирована в 1989 году из спортивного клуба при минском заводе «Интеграл». В июне 1989 года «Электроника» провела дружеский матч со школьной командой «Уейнфлит» (англ. Waynflete) из Портленда (США). В 1989 году принимала участие в турнире по женскому футболу «Онежские старты» (Петрозаводск), на котором сыграла с командой «Хаверов» (Чехословакия) и завоевали бронзовые медали. В 1995 году завод прекратил финансирование команды. В сезоне 1996 года выступала под названием «Электроника-Элинта». В сезоне 1997 года участвовали в высшей лиге, но шли на последнем месте турнирной таблицы без забитых голов.

## Достижения
- Чемпионат Беларуси по футболу среди женщин
  - бронзовый призёр (1): 1993
- Кубок Беларуси по футболу среди женщин
  - финалист (1): 1992

## Игроки клуба
- Ирина Булыгина (1993—1994)
- Оксана Колядко[6]

## Результаты выступлений
| Сезон                                      | Дивизион | Место   | И  | В | Н | П  | РМ    | О  | Кубок          | Источник    |
| ------------------------------------------ | -------- | ------- | -- | - | - | -- | ----- | -- | -------------- | ----------- |
| Чемпионат СССР по футболу среди женщин     |          |         |    |   |   |    |       |    |                |             |
| 1990                                       | первый   | 6 из 12 | 22 | 8 | 6 | 8  | 24—24 | 22 | не проводился  | [ 7 ] [ 8 ] |
| 1991                                       | первый   | 7 из 8  | 14 | 4 | 1 | 9  | 10—19 | 9  | не участвовала | [ 7 ] [ 9 ] |
| Чемпионат Беларуси по футболу среди женщин |          |         |    |   |   |    |       |    |                |             |
| 1992                                       | высший   | 4 из 5  | 7  |   |   |    |       |    | финалист       | [ 10 ]      |
| 1993                                       | высший   | из 7    | 12 | 6 | 2 | 4  | 15—16 | 14 | ½ финала       | [ 11 ]      |
| 1994                                       | высший   | 4 из 6  | 16 | 3 | 1 | 12 | 15—63 | 7  | не участвовала | [ 12 ]      |
| 1995                                       | высший   | 5 из 7  | 1  | 1 | 0 | 0  | 7—0   | 3  | не участвовала | [ 13 ]      |
| 1996                                       | высший   | 4 из 7  | 18 | 5 | 2 | 11 | 14—36 | 17 |                | [ 4 ]       |

## Примечание
1. ↑  В. И. Черкашин. От «Сибирячки» до «Енисея». — Красноярск: ООО «ИПЦ «КаСС», 2012. — 280 с. — 1000 экз. Архивировано 8 апреля 2020 года.
2. ↑  Футбол: гостьи из-за океана // Физкультурник Белоруссии. — 1989. — 7 июня (№ 109). — С. 1.
3. ↑  Гурский А. «Электроника» вторгается в Европу // Физкультурник Белоруссии. — 1989. — 12 сентября (№ 175). — С. 1.
4. 1 2  Оторвались, однако // Спортивная панорама. — 1996. — 6 ноября (№ 145). — С. 4.
5. ↑  Перегудов А. Июльские страдания "Электроники" // Спортивная панорама. — 1997. — 25 июля (№ 104). — С. 4.
6. ↑  И женщины взяли свисток // Спортивная панорама. — 1998. — 11 апреля (№ 56). — С. 2.
7. 1 2  М.Н.Кацман, С.О.Фадеев. Краткая энциклопедия женского футбола. — Калуга: «Калуга вечерняя», 1996. — 145 с. — 1000 экз.
8. ↑  Soviet Union 1990 Women (англ.). Rec.Sport.Soccer Statistics Foundation. Архивировано 16 ноября 2011. Дата обращения: 26 декабря 2006.
9. ↑  Soviet Union 1991 Women (англ.). Rec.Sport.Soccer Statistics Foundation. Архивировано 16 ноября 2011. Дата обращения: 29 декабря 2006.
10. ↑  Sergey Fadeyev. Belarus (Women) 1992 (англ.). Rec.Sport.Soccer Statistics Foundation (29 января 2020). Дата обращения: 21 января 2006. Архивировано 21 сентября 2016 года.
11. ↑  Sergey Fadeyev. Belarus (Women) 1993 (англ.). Rec.Sport.Soccer Statistics Foundation (29 января 2020). Дата обращения: 21 января 2006. Архивировано 19 июня 2007 года.
12. ↑  Sergey Fadeyev. Belarus (Women) 1994 (англ.). Rec.Sport.Soccer Statistics Foundation (29 января 2020). Дата обращения: 21 января 2006. Архивировано 20 июня 2007 года.
13. ↑  Sergey Fadeyev. Belarus (Women) 1995 (англ.). Rec.Sport.Soccer Statistics Foundation (29 января 2020). Дата обращения: 1 декабря 2006. Архивировано 20 июня 2007 года.